# Viveka Vogel
Viveka Maria Vogel, född 26 juli 1937, död 2 oktober 2023 i Stockholm, var en svensk journalist och författare. Hon arbetade som reporter för Dagens Nyheter, Svenska Dagbladet och Göteborgs-Posten, samt var utrikeskorrespondent i New York för bland annat SvD. I egenskap av författare skrev hon verk som Svenska karlar och 33 amerikaner.
Vogel var sommarvärd i Sveriges Radio P1 1971, 1972, 1974, 1975, 1977, 1982 och 1989. 1971 var hon dessutom vintervärd.